# Otto II van Brunswijk-Lüneburg
Otto II van Brunswijk-Lüneburg (ca. 1439 - 8 januari 1471), bijgenaamd 'de Overwinnaar' en 'de Grootmoedige', was van 1464-1471 hertog van Brunswijk-Lüneburg.
Zijn vader was Frederik II van Brunswijk-Lüneburg en zijn moeder Magdalena van Brandenburg. In 1464 werd hij hertog van Lüneburg, als opvolger van zijn kinderloos overleden oudere broer Bernhard. Hij zou omgekomen zijn bij een toernooi.
Omdat Otto's oudste zoon Hendrik nog maar een kleuter was, werd hij opgevolgd door zijn vader Frederik II, die ook al van 1434-1457 geregeerd had, maar afstand had gedaan voor zijn oudste zoon Bernhard II.
Otto was gehuwd met Anna van Nassau-Dillenburg, dochter van Johan IV van Nassau en was vader van:
- Hendrik (1467-1532)
- Willem (1471-1480).

## Voorouders
| Voorouders van Otto II van Brunswijk-Lüneburg | Voorouders van Otto II van Brunswijk-Lüneburg                                          | Voorouders van Otto II van Brunswijk-Lüneburg                                          | Voorouders van Otto II van Brunswijk-Lüneburg                                          | Voorouders van Otto II van Brunswijk-Lüneburg                                          | Voorouders van Otto II van Brunswijk-Lüneburg                                          | Voorouders van Otto II van Brunswijk-Lüneburg                                          | Voorouders van Otto II van Brunswijk-Lüneburg                                          | Voorouders van Otto II van Brunswijk-Lüneburg                                          |
| --------------------------------------------- | -------------------------------------------------------------------------------------- | -------------------------------------------------------------------------------------- | -------------------------------------------------------------------------------------- | -------------------------------------------------------------------------------------- | -------------------------------------------------------------------------------------- | -------------------------------------------------------------------------------------- | -------------------------------------------------------------------------------------- | -------------------------------------------------------------------------------------- |
| Overgrootouders                               | Magnus II van Brunswijk (1328-1373) ∞ Catharina van Anhalt-Bernberg (1330-1390)        | Magnus II van Brunswijk (1328-1373) ∞ Catharina van Anhalt-Bernberg (1330-1390)        | Wenceslaus van Saksen (1284-1356) ∞ Cecilia van Carrara (-1343)                        | Wenceslaus van Saksen (1284-1356) ∞ Cecilia van Carrara (-1343)                        | Frederik V van Neurenberg (1333-1389) ∞ Elisabeth van Meissen (1329-1375)              | Frederik V van Neurenberg (1333-1389) ∞ Elisabeth van Meissen (1329-1375)              | Frederik van Beieren (1339-1393) ∞ Maddalena Visconti (1366-1404)                      | Frederik van Beieren (1339-1393) ∞ Maddalena Visconti (1366-1404)                      |
| Grootouders                                   | Bernhard I van Brunswijk-Lüneburg (1358-1434) ∞ Margaretha van Saksen (-1429) (-1429)  | Bernhard I van Brunswijk-Lüneburg (1358-1434) ∞ Margaretha van Saksen (-1429) (-1429)  | Bernhard I van Brunswijk-Lüneburg (1358-1434) ∞ Margaretha van Saksen (-1429) (-1429)  | Bernhard I van Brunswijk-Lüneburg (1358-1434) ∞ Margaretha van Saksen (-1429) (-1429)  | Frederik I van Brandenburg (1371–1440) ∞ Elisabeth van Beieren (1383-1442)             | Frederik I van Brandenburg (1371–1440) ∞ Elisabeth van Beieren (1383-1442)             | Frederik I van Brandenburg (1371–1440) ∞ Elisabeth van Beieren (1383-1442)             | Frederik I van Brandenburg (1371–1440) ∞ Elisabeth van Beieren (1383-1442)             |
| Ouders                                        | Frederik II van Brunswijk-Lüneburg (1418-1478) ∞ Magdalena van Brandenburg (1412-1454) | Frederik II van Brunswijk-Lüneburg (1418-1478) ∞ Magdalena van Brandenburg (1412-1454) | Frederik II van Brunswijk-Lüneburg (1418-1478) ∞ Magdalena van Brandenburg (1412-1454) | Frederik II van Brunswijk-Lüneburg (1418-1478) ∞ Magdalena van Brandenburg (1412-1454) | Frederik II van Brunswijk-Lüneburg (1418-1478) ∞ Magdalena van Brandenburg (1412-1454) | Frederik II van Brunswijk-Lüneburg (1418-1478) ∞ Magdalena van Brandenburg (1412-1454) | Frederik II van Brunswijk-Lüneburg (1418-1478) ∞ Magdalena van Brandenburg (1412-1454) | Frederik II van Brunswijk-Lüneburg (1418-1478) ∞ Magdalena van Brandenburg (1412-1454) |
| Otto II van Brunswijk-Lüneburg (1439-1471)    |                                                                                        |                                                                                        |                                                                                        |                                                                                        |                                                                                        |                                                                                        |                                                                                        |                                                                                        |